# Avenida de la Granvia de Hospitalet

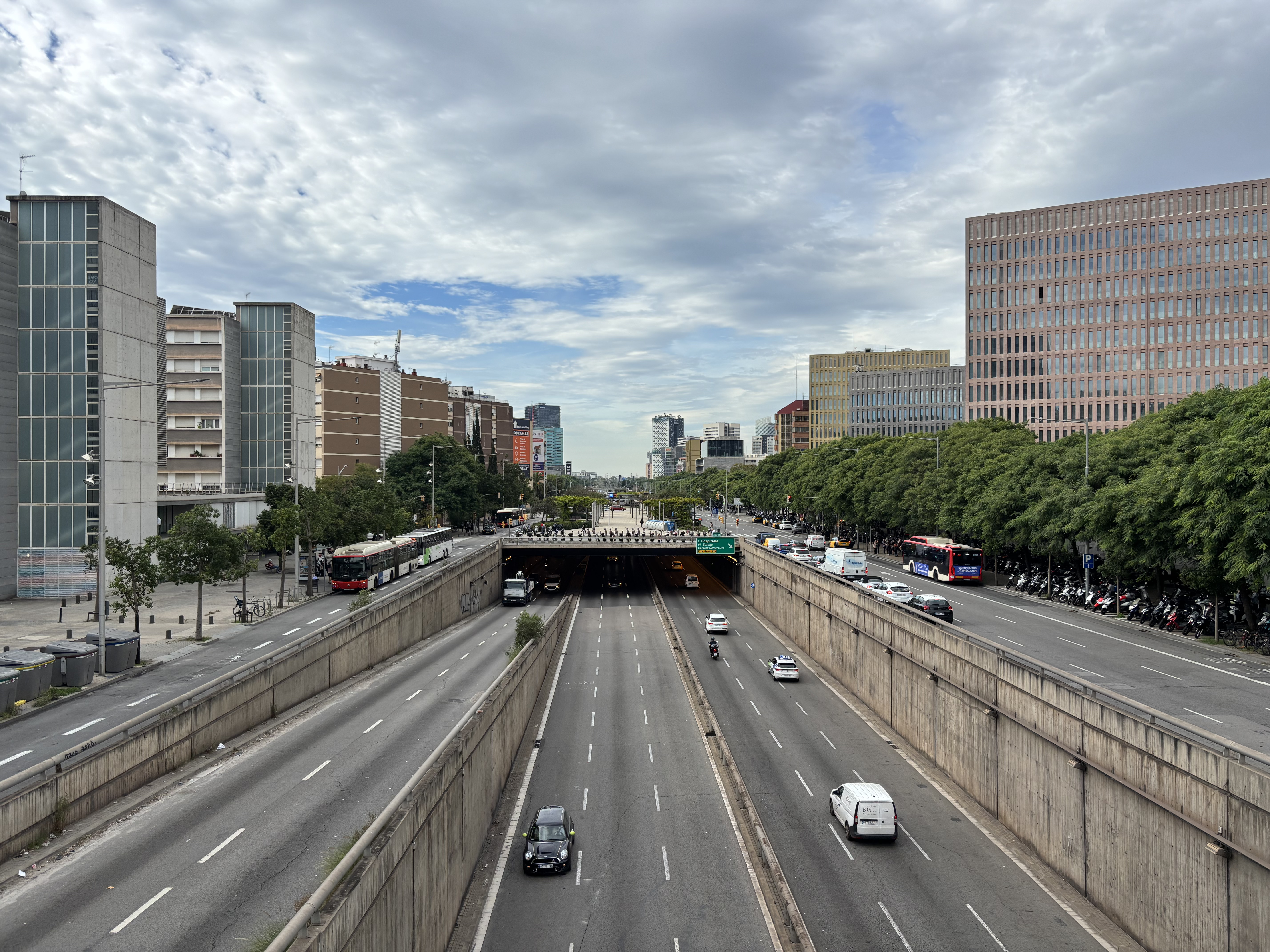
Avenida de la Granvia de Hospitalet

La avenida de la Granvia de Hospitalet, conocida simplemente como Granvia, es una avenida de Hospitalet de Llobregat. Es la continuación natural de la Gran Vía de las Cortes Catalanas de Barcelona, avenida con la que comunica por la plaza de Cerdá.
La avenida fue renovada y se enterró la autopista C-31, una de las entradas desde el Bajo Llobregat, y se construyó la plaza de Europa. En los alrededores de la avenida, al sur, se encuentra el recinto Gran Vía de la Feria de Barcelona y al norte la Ciudad de la Justicia de Barcelona y Hospitalet de Llobregat.